# Ponche de frutas navideño
El ponche de frutas navideño es una infusión que se consume en México, tradicionalmente en diciembre durante las posadas y en la Nochebuena, aunque también hay personas que lo empiezan a consumir desde septiembre por las fiestas patrias y desde noviembre durante la víspera del día de muertos (principalmente en la Ciudad de México y su zona metropolitana).

## Costumbre
Su preparación se realiza hirviendo los ingredientes en grandes cantidades para ser servido durante estas reuniones típicas de la época decembrina e invernal. Tradicionalmente se sirve muy caliente en jarritos de barro individuales con porciones de frutas, y puede o no llevar algún aguardiente (a menudo ron), el cual se agrega luego del hervor para que este no se evapore. Uno de los ingredientes principales y que es el que le da su color sangre es el agua de Jamaica (para lo cual, se requiere hervir en agua las flores de Jamaica para que suelten el colorante rojo que poseen). En tanto, las frutas básicas son: manzana, guayaba y tejocote. 
El ponche mexicano puede o no llevar alcohol y se sirve caliente,  por ello al que lleva bebida alcohólica se lo distingue como "ponche con piquete", porque tiene un "piquete" de tequila, ron, whisky, vino tinto, o champán presentado como infusión tradicional caliente o como cóctel.
En ferias ambulantes que se establecen a la puerta de las iglesias es común encontrar esta bebida, la cual puede acompañarse con buñuelos o tamales. También se vende en los bazares navideños de México durante el famoso Maratón Guadalupe-Reyes.
Asimismo, es tradicional que en Guatemala se consuma, incluso antes de las fiestas. Se utilizan frutas como papaya, melón, manzana y endulzantes tales como el azúcar, miel y/o canela.

## Ingredientes
Los ingredientes y las frutas que se utilizan pueden variar, las más comunes son:
- Canela
- Caña de azúcar
- Ciruela pasa
- Flores de Jamaica (lo que genera el agua de Jamaica)
- Guayaba
- Manzana
- Piloncillo
- Piña
- Tamarindo
- Tejocote